# Chambal
Chambal [tjämbä'l] (Tsjambal) är den största bifloden till Yamuna i Indien och rinner upp på Vindhyabergen. Den flyter först i nordlig, därefter i nordöstlig riktning genom centrala Indien och Rajasthan samt bildar efter föreningen med sin högerbiflod Paxbati gräns mellan Rajasthan och Uttar Pradesh å ena sidan och Madhya Pradesh å den andra. Flytande i sitt nedre lopp mot östsydöst, mynnar Chambal från höger ut i Yamuna mellan städerna Etawah och Kālpi. Längd omkr 650 km. Den är ej segelbar.